# أحداث غرغور
أحداث غرغور هي أحداث جرت في ليبيا بعد صلاة الجمعة يوم 15 نوفمبر 2013، حين تجمع عدد من المصلين العزل أمام مسجد القدس وسط العاصمة الليبية طرابلس للتظاهر سلميا مطالبين بتطبيق قراري المؤتمر الوطني العام 27 و53 بخصوص اخلاء العاصمة من جميع التشكيلات المسلحة،  ومن ثم انطلقو باتجاه منطقة غرغور القريبة والتي تتواجد بها إحدى هذه التشكيلات، وعند اقتراب المتظاهرين العزل من المنطقة حدث إطلاق نار من مصدر لا يمكن التأكد منه مما أربك الموقف وتحولت المظاهرة إلى اشتباك مسلح نتج عنه مقتل عدد كبير من المتظاهرين وصل إلى 47 ضحية وإصابة 518 آخرين بجروح متفاوتة الخطورة من بينهم شيوخ ونساء حسب احصائيات من مستشفيات طرابلس، الجدير بالذكر أن بعض المؤشرات تدل على أن المظاهرة تم استغلالها سياسيا وتوجيهها بشكل متعمد للصدام في تكرار لأحداث الدرع في مدينة بنغازي لإخراج كتائب مصراتة من العاصمة. أحد هذه المؤشرات هي الانتقائية المريبة في تطبيق قراري إخلاء العاصمة، حيث تغاضى من رتب للمظاهرة عن سيطرة كتائب من مدن أخرى على مراكز أكثر حيوية في المدينة من منطقة سكنية كغرغور.

## سوابق
يوم الاثنين 4 نوفمبر 2013 بدأت المشكلة عندما أصيب أمر كتيبة نسور مصراتة نوري فريوان إثر خلاف في نقطة تفتيش تتبع قوة من مسلحي سوق الجمعة،
وفي يوم الثلاثاء 5
مات نوري فريوان، قامت بعض كتائب مصراتة المتواجدة بمطنقة غرغور بإطلاق عيارات نارية في الهواء بالعاصمة طرابلس وأثر ذلك حدثت يعض المناوشات مع بعض مسلحي طرابلس

### 12- 14 نوفمير
يدعو المفتي ورئيس مجلس طرابلس المحلي إلى تظاهرات يوم الجمعة 15 نوفمبر لتنفيذ قرار المؤتمر الوطني العام رقم 27. وفي يوم 14 نوفمبر أعطت وزارة الداخلية ترخيص بمظاهرة يوم الجمعة امام مسجد القدس.

### 15 نوفمبر
تتوجه المظاهرة لمنطقة غرغرو وحصل احتكاك بين الطرفين وتطور الأمر لاشتباك مسلح عنيف خلف جرحى وقتلى. قبيل الغروب سيطر مسلحي المظاهرة على أغلب منطقة غرغور وانسحب مسلحي مصراتة إلى مجموعة منازل المنطقة المحادية للطريق السريع من جهة الشمال، واستمر الاشتباك بصورة متقطعة حتى تدخل درع الوسطى بعد الغروب واستعاد السيطرة على المنطقة بالكامل وفك الحصار عن مسلحي مصراتة المتبقيين فالمنطقة. في صباح اليوم التالي انسحبت جميع كتائب مصراتة من العاصمة بطلب من المجلس العسكري مصراتة ولتجنب استمرار الصدام.

## الجمعة الدامية
في يوم الجمعة 15 نوفمبر بدأ خطيب مسجد القدس في إلقاء خطبة حماسية للمصلين وتحريض على التظاهر بعد الصلاة، وبدأت مجموعة المصلين تجتمع بعد الصلاة رافعة رايات تطلب تطبيق القرارات المعنية بخروج المجموعات المسلحة من العاصمة.